# Escuts i banderes de l'Alcoià
Els escuts i banderes de l'Alcoià són el conjunt de símbols que representen els municipis d'aquesta comarca.
En aquest article s'hi inclouen els escuts i les banderes oficialitzats per la Generalitat Valenciana i els que se van aprovar per l'administració de l'Estat abans de les transferències a la Generalitat Valenciana, així com altres que no han estat oficialitzats.

## Escuts oficials

Alcoi Rehabilitat el 10 de juliol de 2001.
Banyeres de Mariola Rehabilitat el 15 de novembre de 2002.
Benifallim Aprovat el 18 de gener de 1999.
Ibi Aprovat el 8 d'abril de 1987.
Onil Aprovat el 4 de novembre de 1999.
Penàguila Rehabilitat el 9 de setembre de 2002.
Tibi Rehabilitat el 24 de novembre de 2003.

## Escuts sense oficialitzar

Castalla

## Banderes oficials

Alcoi Aprovada el 27 de gener de 2009.
Banyeres de Mariola Rehabilitada el 24 de març de 1992.
Ibi Aprovada el 28 de gener de 2003.
Onil Aprovada el 20 de desembre de 1999.

## Banderes sense oficialitzar

Castalla